# Caribbomerus decoratus
Caribbomerus decoratus là một loài bọ cánh cứng trong họ Cerambycidae.